# أندرسون مارتينز
أندرسون فييرا مارتينز (بالبرتغالية: Anderson Vieira Martins) (مواليد 21 أغسطس 1987) لاعب كرة قدم محترف برازيلي يلعب مع نادي ساو باولو في مركز قلب الدفاع.

## السيرة
ولد أندرسون مارتينز في فورتاليزا عاصمة ولاية سيارا وبدأ حياته المهنية في نادي فيتوريا من باهيا. في ديسمبر 2003 وقع عقدًا لمدة ثلاث سنوات وتم تمديده في مارس 2006 وأغسطس 2007. لعب للمرة الأولى في الدرجة الثانية في 7 أغسطس 2007 وكان في ذلك الوقت معروف بالفعل باسم أندرسون مارتينز لتمييزه عن زميليه أندرسون فيريرا وأندرسون رودريغز. صعد الفريق إلى الدوري البرازيلي لكرة القدم 2008 بعد احتلاله المركز الرابع. لعب 3 مواسم أخرى لفيتوريا حيث فاز من 2008 إلى 2010 ببطولة بايانو و2010 ببطولة دو نوردستي.
في ديسمبر 2010 وقع مع مجموعة المرور كاستثمار (من خلال الشركة الفرعية ديسبورتيفو برازيل) وأعير إلى نادي فاسكو دا غاما في صفقة لمدة أربع سنوات.
في أغسطس اتفقت معه مجموعة المرور (التي تملك كامل عقد أندرسون) على عقد لمدة 4 سنوات مع نادي الجيش القطري على الرغم من تلقيه عروض من البرتغال وألمانيا وفرنسا. أقنعه زميله جونينيو برنامبوكانو بالانتقال إلى قطر لأن بها كرة قدم متقدمة وأنها بوابة للأندية الأوروبية. أعرب عن رغبته في الانضمام إلى نادي أوروبي بعد انتهاء عقده مع الجيش.
تأخر وصوله إلى الجيش حتى منتصف الموسم. ظهر لأول مرة في 2 يناير 2012 وسجل هدف من ركلة حرة.
في 12 يناير 2018 انتقل مارتينز إلى نادي ساو باولو. في مقابلة معه قال المدافع أنه جاء إلى ساو باولو لأنه «نادي فائز وجئت للبحث عن الألقاب». سوف يرتدي القميص رقم 4. بعد اثني عشر يوم ظهر مارتينز لأول مرة مع النادي في الفوز 2-0 ضد ميراسول. المباراة كانت ضمن بطولة ولاية ساو باولو.

## إحصائيات
| النادي        | الموسم    | الدرجة الأولى | الدرجة الأولى | كأس البرازيل | كأس البرازيل | كأس ليبرتادوريس | كأس ليبرتادوريس | كوبا سود أمريكانا   | كوبا سود أمريكانا   | دوري الولاية | دوري الولاية | المجموع   | المجموع |
| النادي        | الموسم    | المباريات     | الأهداف       | المباريات    | الأهداف      | المباريات       | الأهداف         | المباريات           | الأهداف             | المباريات    | الأهداف      | المباريات | الأهداف |
| ------------- | --------- | ------------- | ------------- | ------------ | ------------ | --------------- | --------------- | ------------------- | ------------------- | ------------ | ------------ | --------- | ------- |
| فيتوريا       | 2008      | 30            | 1             | 0            | 0            | 0               | 0               | 0                   | 0                   | 0            | 0            | 30        | 1       |
| فيتوريا       | 2009      | 23            | 0             | 0            | 0            | 0               | 0               | 0                   | 0                   | 0            | 0            | 23        | 0       |
| فيتوريا       | 2010      | 22            | 0             | 5            | 0            | 0               | 0               | 2                   | 0                   | 0            | 0            | 29        | 0       |
| فاسكو دا غاما | 2011      | 15            | 0             | 11           | 0            | 0               | 0               | 1                   | 0                   | 14           | 1            | 41        | 1       |
| النادي        | الموسم    | دوري نجوم قطر | دوري نجوم قطر | كأس أمير قطر | كأس أمير قطر | دوري أبطال آسيا | دوري أبطال آسيا | كأس الاتحاد الآسيوي | كأس الاتحاد الآسيوي | الوديات      | الوديات      | المجموع   | المجموع |
| النادي        | الموسم    | المباريات     | الأهداف       | المباريات    | الأهداف      | المباريات       | الأهداف         | المباريات           | الأهداف             | المباريات    | الأهداف      | المباريات | الأهداف |
| الجيش         | 2012/2013 | 2             | 1             | 0            | 0            | 7               | 1               | 0                   | 0                   | 0            | 0            | 9         | 2       |
| الجيش         | 2013/2014 | 11            | 0             | 0            | 0            | 5               | 0               | 0                   | 0                   | 0            | 0            | 16        | 0       |
| النادي        | الموسم    | الدرجة الأولى | الدرجة الأولى | كأس البرازيل | كأس البرازيل | كأس ليبرتادوريس | كأس ليبرتادوريس | كوبا سود أمريكانا   | كوبا سود أمريكانا   | دوري الولاية | دوري الولاية | المجموع   | المجموع |
| النادي        | الموسم    | المباريات     | الأهداف       | المباريات    | الأهداف      | المباريات       | الأهداف         | المباريات           | الأهداف             | المباريات    | الأهداف      | المباريات | الأهداف |
| كورينثيانز    | 2014      | 17            | 1             | 4            | 0            | 0               | 0               | 0                   | 0                   | 0            | 0            | 21        | 1       |
| المجموع       |           | 120           | 3             | 20           | 0            | 12              | 1               | 3                   | 0                   | 14           | 1            | 169       | 5       |

### المسيرة الدولية
لعب 3 مباريات في كأس سينداي في عام 2005 مع منتخب البرازيل تحت 18 سنة حيث توج بطلا.

## الإنجازات
- فيتوريا
  - بطولة ولاية باهيا (4): 2007 - 2008 - 2009 - 2010
- فاسكو دا غاما
  - كأس البرازيل (1): 2011